# A.D.L. 122
A.D.L. 122 é uma banda anticomunista da Itália.